# Diastylis tumida
Diastylis tumida är en kräftdjursart som först beskrevs av Liljeborg 1855.  Diastylis tumida ingår i släktet Diastylis och familjen Diastylidae. Arten är reproducerande i Sverige. Inga underarter finns listade i Catalogue of Life.

## Bildgalleri

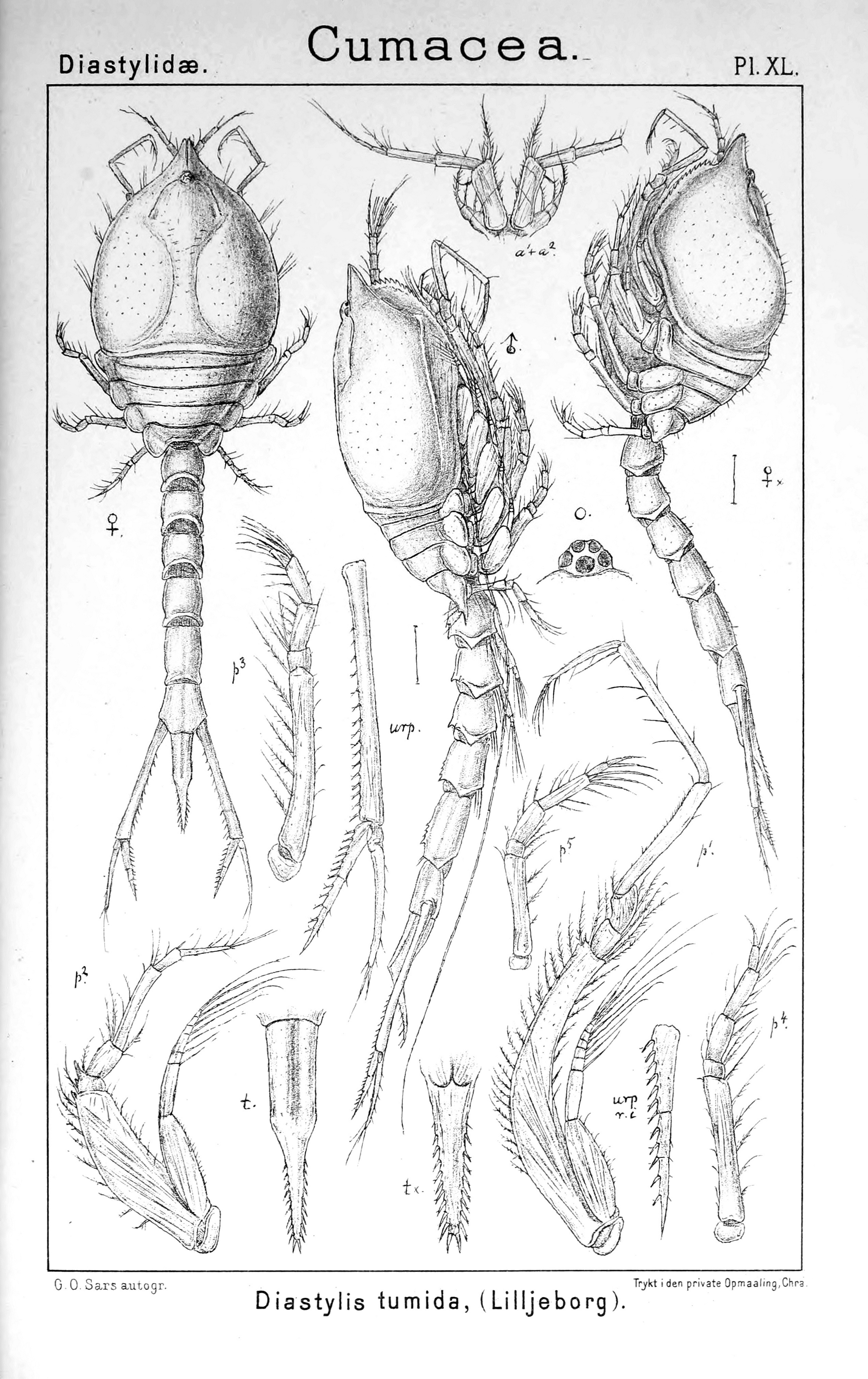